# Flavio
Flavio ist ein männlicher Vorname.

## Herkunft und Bedeutung
Der italienische und spanische Vorname Flavio ist abgeleitet von dem römischen Familiennamen Flavius mit der Bedeutung „Der Blonde“ (lat. flavus = „blond“). Die portugiesische Form des Namens ist Flávio, die französische Flavien.

## Namensträger

### Form Flavio
- Flavio Albanese (* 1951), italienischer Designer
- Flavio Anastasia (* 1969), italienischer Radrennfahrer
- Flavio Apel (* 1988), deutsch-italienischer Künstler
- Flavio Baracchini (1895–1928), italienischer Jagdflieger des Ersten Weltkriegs
- Flavio Becca (* 1962), luxemburgischer Immobilieninvestor und Mäzen
- Flavio Biondo (1392–1463), italienischer Historiker
- Flavio Boltro (* 1961), italienischer Jazz-Trompeter
- Flavio Briatore (* 1950), italienischer Sport- und Industriemanager
- Flavio Bundi (* 1987), Schweizer Journalist
- Flavio Calzavara (1900–1981), italienischer Filmregisseur und Drehbuchautor
- Galeazzo Flavio Capella (1487–1537), italienischer Schriftsteller und Staatsmann
- Flavio Roberto Carraro (1932–2022), italienischer Ordensgeistlicher, Bischof von Verona
- Flavio Chigi (Kardinal, 1631) (1631–1693), italienischer Kurienkardinal
- Flavio Chigi (Kardinal, 1711) (Flavio Chigi der Jüngere; 1711–1771), italienischer Kurienkardinal
- Flavio Chigi (Kardinal, 1810) (Flavio Chigi III.; 1810–1885), italienischer Kurienkardinal, Titularerzbischof von Myra
- Flavio Ciampichetti (* 1988), argentinischer Fußballspieler
- Flavio Cipolla (* 1983), italienischer Tennisspieler
- Flavio Colusso (* 1960), italienischer Komponist, Librettist und Dirigent sowie Chorleiter
- Flavio Cotti (1939–2020), Schweizer Politiker (CVP)
- Flavio Daddato (* 1967), italienischer Discjockey, siehe DJ Dado
- Flavio Davino (* 1974), mexikanischer Fußballspieler
- Flavio Emoli (1934–2015), italienischer Fußballspieler
- Flavio Gioia (13./14. Jahrhundert), italienischer Seefahrer
- Flavio de Luna (* 1990), mexikanischer Straßenradrennfahrer
- Flavio Marazzi (* 1978), Schweizer Segler
- Flavio Maspoli (1950–2007), Schweizer Politiker
- Flavio Mengoni (1929–2013), italienischer Politiker und Rechtsanwalt
- Flavio G. Nuvolone (1947–2019), Schweizer Patrologe
- Flavio Orsini (1532–1581), italienischer Geistlicher und Kardinal
- Flavio Paolucci (* 1934), Schweizer Maler, Bildhauer, Objekt- und Installationskünstler
- Flavio Poli (1900–1984), italienischer Designer
- Flavio Rivabella, italienischer Künstler und Trompeter, siehe D.B.P.I.T.
- Flavio Roma (* 1974), italienischer Fußballspieler
- Flavio Enrique Santander Lora (* 1960), kolumbianischer Musiker, siehe Kike Santander
- Flavio Santoro (* 2002), deutscher Fußballspieler
- Flavio Schmid (* 1980), Schweizer Fußballspieler
- Flavio Soriga (* 1975), italienischer Schriftsteller und Journalist
- Flavio Steimann (* 1945), Schweizer Schriftsteller
- Flavio Stückemann (* 1985), deutscher Basketballspieler
- Flavio Testi (1923–2014), italienischer Komponist und Musikwissenschaftler

### Form Flávio
- Flávio Boaventura (* 1987), brasilianischer Fußballspieler
- Flávio Canto (* 1975), ehemaliger brasilianischer Judoka
- Luís Flávio Cappio (* 1946), brasilianischer Ordensgeistlicher, römisch-katholischer Bischof
- Flávio Cardoso (* 1980), brasilianischer Straßenradrennfahrer, siehe Flavio Santos (Radsportler)
- Flávio Conceição (* 1974), brasilianischer Fußballspieler
- Flávio Costa (1906–1999), brasilianischer Fußballspieler und -trainer
- Flávio Pereira Faroni (Flávio; * 1981), brasilianischer Fußballspieler
- Flávio Giovenale (* 1954), italienischer Ordensgeistlicher und römisch-katholischer Bischof von Cruzeiro do Sul
- Flávio Reblin (* 1988), brasilianischer Radrennfahrer
- Flávio da Silva Amado (Flávio; * 1979), angolanischer Fußballspieler

### Künstlername Flávio
- Antônio Flávio (* 1987), brasilianischer Fußballspieler

### Familienname
- Lúcio Flávio (* 1964), brasilianischer Kommunalpolitiker